# Структура рынка
Структура рынка (англ. market structure) в экономической теории — конфигурация отраслей в зависимости от количества компаний, производящих идентичные продукты.
Разновидности структур рынка:
- Монополистическая конкуренция, или конкурентный рынок, где существует большое количество компаний, каждая из которых имеет небольшую долю рынка и слабо дифференцированные продукты.
- Олигополия — рынок, на котором доминирует небольшое количество компаний, которые вместе контролируют подавляющую долю рынка.
- Дуополия — частный случай олигополии всего двух компаний.
- Олигопсония — рынок, на котором присутствует много продавцов, однако мало покупателей.
- Монополия — рынок, на котором присутствует только один производитель товара или услуги.
- Естественная монополия — монополия, в которой эффект масштаба чем больше повышает эффективность, тем больше размер компании. Компания является естественной монополией, если она способна самостоятельно обслуживать целый рынок с меньшей себестоимостью, чем любое сочетание двух и более компаний меньшего размера, или более узко специализированных компаний.
- Монопсония — рынок, на котором присутствует только один покупатель.
- Совершенная конкуренция — теоретически возможная структура рынка с ничем не ограниченной конкуренцией (или полным отсутствием барьеров входа); неограниченное количество производителей и покупателей в сочетании с совершенно эластичной кривой спроса.

| Структура рынка               | Барьеры входа для продавца | Число продавцов | Барьеры входа для покупателя | Число покупателей |
| ----------------------------- | -------------------------- | --------------- | ---------------------------- | ----------------- |
| Совершенная конкуренция       | Нет                        | Много           | Нет                          | Много             |
| Монополистическая конкуренция | Нет                        | Много           | Нет                          | Много             |
| Олигополия                    | Да                         | Немного         | Нет                          | Много             |
| Олигопсония                   | Нет                        | Много           | Да                           | Немного           |
| Монополия                     | Да                         | Один            | Нет                          | Много             |
| Монопсония                    | Нет                        | Много           | Да                           | Один              |

Основной критерий, по которому отличаются различные структуры рынка, это количество и размер производителей и потребителей на рынке, тип реализуемых товаров или услуг и степень доступности информации о них.